# Eter (filozofia)
Eter (stgr. αἰθήρ, aithḗr) – w filozofii przyrody jeden z żywiołów, podstawowych elementów świata materialnego.

## Starożytność
Koncepcja eteru wywodzi się ze starogreckiej koncepcji żywiołów jako podstawowych składowych świata materialnego. Początkowo, w ujęciu Empedoklesa, żywioły były cztery: woda, powietrze, ogień i ziemia.

W filozofii Platona cząsteczka piątego żywiołu miała kształt dwunastościanu foremnego

Platon połączył koncepcję Empedoklesa z poglądami atomistów, wskazując, że rzeczywistość składa się z podstawowych cząstek, będących kolejnymi wielościanami foremnymi i odpowiadającymi poszczególnym żywiołom. Piąty platoński wielościan foremny, dodekahedron, różni się od pozostałych właściwościami i stanowił element, z którego stworzone miały być niebiosa. Ten piąty żywioł (kwintesencja) zostanie przez Arystotelesa nazwany eterem.
Arystoteles stworzył całościowy system filozofii przyrody, który dominował aż do czasów nowożytnych. Odrzucał on atomizm, przyjmował za to znacznie rozbudowaną koncepcję pięciu żywiołów. Na powierzchni Ziemi występują cztery żywioły. „Świat nadksiężycowy” zbudowany jest natomiast z piątego żywiołu, niewystępującego na Ziemi i nazwanego przez Arystotelesa eterem. W „świecie nadksiężycowym”, w którym poruszają się gwiazdy i planety, panują inne prawa. Eter nie powstaje i nie ginie (stąd świat ten jest niezmienny). Buduje gwiazdy i planety, które dzięki niemu poruszają się wiecznym ruchem kolistym.
Arystotelejska koncepcja eteru, wraz z całą jego fizyką, pozostała dominującym poglądem przyrodniczym aż do czasów nowożytnych. W filozofii średniowiecznej eter funkcjonował pod łacińską nazwą quinta essentia (kwintesencja, piąta esencja).

## Nowożytność
Eter występował w filozofii przyrody aż do XVIII w. Pełnił ważną funkcję jeszcze w początkach nauki nowożytnej, u Kartezjusza. Odrzucał on atomizm, przyjmował, że materia jest ciągła, a przestrzenie między rzeczami wypełnia właśnie eter, wprawiający je w ciągły ruch wirowy. Miał on też być odpowiedzialny za magnetyzm i przyciąganie ziemskie .
Dla Isaaca Newtona eter był ośrodkiem pośredniczącym w przesyłaniu siły grawitacji.
Rozumowanie Newtona podjął Immanuel Kant, który w swoim przedkrytycznym dziele z roku 1755 pt. „Medytacje nad materią ognia” dochodzi do przekonania, iż eter jest właśnie tym samym, co materia ognia.
Koncepcja żywiołów (w tym eteru) została zarzucona wraz z odkryciem tlenu przez Antoine’a Lavoisiera.

## Eter we współczesnej fizyce
W nowożytnej nauce teoria eteru pojawiła się pod koniec XIX wieku wraz z rozwojem teorii elektromagnetyzmu, a następnie upadła wraz z powstaniem szczególnej teorii względności. Natomiast nazwy kwintesencja używa się we współczesnej kosmologii dla hipotetycznej materii wytwarzającej ujemne ciśnienie.

## Filozofia indyjska
Odpowiednikiem eteru w filozofii indyjskiej jest akaśa. Ćakrą, która pozostaje zależna od jakości tego elementu w człowieku jest w kundalinijodze wiśuddha.